# Conescharellina concava
Conescharellina concava är en mossdjursart som beskrevs av Canu och Bassler 1929. Conescharellina concava ingår i släktet Conescharellina och familjen Biporidae. Inga underarter finns listade i Catalogue of Life.